# Старобалтачевская волость
Старобалтачевская во́лость, Старо-Балтачевская во́лость — волость в Бирском уезде Уфимской губернии. Волостной центр — деревня Старо-Балтачева (ныне село Старобалтачево).
Ныне территория волости в составе Балтачевского и Татышлинского районов Республики Башкортостан Российской Федерации.

## География
Волость находилась в северной части уезда. По данным справочника 1906 года, протекают: с северо-востока на юго-запад сплавная Танып и её притоки с правой стороны — Юг, а с левой — Тошкур и Ар. По правому берегу Таныпа тянутся горы вышиною до 150 саженей, левый же берег отлогий; небольшия горы также тянутся по правым берегам реч. Тошкура и Ара и по левому берегу реч. Юга. В волости имеются казенные и башкирские леса, последних до 6000 десятин.

## Состав
По справочнику 1906 года волость состояла из 37 селений.
- Асавда (ныне Асавды)
- Бигильдина
- Верхне-Иванаева
- Елангач
- Кумъязы (Кумьязы)
- Кунтугуш
- Магашлы-Алмантаева (Кабырга)
- Магашты
- Малый Сикияз (Малый Савкияз)
- Маты
- Менегаз
- Мещерова
- Мишкина
- Мияш-Язы
- Нижне-Иванаева
- Нижний Сикияз
- Ново-Балтачева
- Ново-Янбаева
- Старо-Балтачева (Кулыева) — волостной центр
- Старо-Иликеева (ныне Староиликеево)
- Султангулова
- Тибилева (ныне Тибелево)
- Тимпина
- Токтаева
- Тошкур (ныне Тошкурово)
- Тузлубина
- Тутугач
- Тышлы-Елга (Карагай-Елга, Сосновка)
- Уразаева
- Урта-Елга
- Чипчик
- Штанды
- Якунина
- Якшиевметева
- Янбаева
- Янтемирова

## Население
На 1905 год жителей обоего пола 24439 душ.

## Инфраструктура
По справочнику 1906 года преобладающий род занятий населения — земледелие. Другой род занятий — работы на золотых приисках Троицкого уезда и горных заводах Пермской губернии. Кроме того, зимой небольшая часть жителей волости занимается извозом.